# خديجة محمد المخزومي
خديجة محمد المخزومي (بالصومالية: Khadiija Maxamed Al Makhzoumi)‏ دبلوماسية وسياسية صومالية تحمل الجنسية البريطانية تشغل حاليًا منصب وزيرة البيئة وتغير المناخ في جمهورية الصومال ومقعد في البرلمان الفيدرالي الصومالي.

## النشأة
ولدت خديجة المخزومي في الصومال، وانتقلت مع عائلتها إلى مصر في ظل الاضطرابات التي خلفتها الحرب الأهلية الصومالية، وتلقت تعليمها الإبتدائي والإعدادي في جمهورية مصر، ثم انتقلت عام 1995 إلى المملكة المتحدة حيث أكملت دراستها، ومنها بدأت مسيرتها المهنية
حصلت خديجة حاصلة على البكالوريوس في إدارة الأعمال من جامعة ساوثهامبتون في المملكة المتحدة، والماجستير في إدارة الأعمال من جامعة أنجليا روسكين، وتعد رسالة الدكتوراه في جامعة السلام في كوستاريكا.

## الحياة المهنية
عُينت خديجة المخزومي في منصب وزيرة البيئة وتغير المناخ في 9 أغسطس 2022، وتتمثل مسؤولياتها في تطوير وتنفيذ السياسات والاستراتيجيات والقوانين واللوائح البيئية في الدولة، وتعتبر أول وزير يشغل هذا المنصب.
عُينت خديجة سفيرة جمهورية الصومال في العراق في 2 أبريل 2015، ثم سفيرة في باكستان عام 2016.قبل تعيينها وزيرة للبيئة وتغير المناخ شغلت خديجة مناصب دبلوماسية أبرزها منصب مستشار سياسي لجامعة الدول العربية، ومستشار سياسي كبير في وزارة الخارجية الصومالية، كما عملت مستشارة في السفارة الصومالية في ماليزيا.
حصلت خديجة أثناء عملها سفيرة في باكستان على جائزة السفير العالمي المرموقة، تكريما لها على مساهماتها الاستثنائية وتفانيها الراسخ في تعزيز الدبلوماسية والعلاقات الدولية، و لعبت خديجة دورًا حيويًا في رعاية العلاقات الإيجابية بين الصومال والمجتمع العالمي، وكان تقديم جائزة السفير العالمي بمثابة شهادة على قيادتها النموذجية ومهاراتها الدبلوماسية خلال فترة عملها كسفيرة للصومال في باكستان.
خلال فترة عملها كسفيرة للصومال في باكستان، لعبت خديجة المخزومي دورًا مهمًا في تعزيز العلاقات الثنائية بين البلدين، وكان من ضمن الإنجازات الملحوظة التي أحرزتها السفارة توقيع اتفاق بقيمة 10.5 مليون دولار بين باكستان والصومال لتطبيق نظام تحديد الهوية، وتهدف هذه الاتفاقية، التي تم توقيعها في مايو 2018، إلى تعزيز العمليات الإدارية وتحسين التدابير الأمنية في الصومال، وأظهرت جهود خديجة في تسهيل هذه الاتفاقية مهاراتها الدبلوماسية والتزامها بتعزيز التعاون والتنمية بين الدول.
التحقت خديجة بوزارة الخارجية الصومالية عام 2008، وخدمت في الوزارة في مكتب التواصل مع المغتربين في المملكة المتحدة حتى عام 2009، بعدها شغلت منصب سفيرة الصومال في ماليزيا في الفترة ما بين 2010 ويونيو 2011، ثم مستشارا لوزير الخارجية في حتى عام 2013.

## الجوائز
نتيجة لمساهمتها البارزة في بناء شراكة قوية بين باكستان و الصومال، نيابة عن شعب باكستان، منحت مجموعة Diplomatic Insight Group جائزة أفضل سفيرة للعام 2021 تقديرًا لعملها الجاد في تعزيز العلاقات الباكستانية الصومالية.